# Calliergon eugyrium
Calliergon eugyrium là một loài rêu trong họ Amblystegiaceae. Loài này được Schimp. Kindb. mô tả khoa học đầu tiên năm 1897.